# Crank 2: High Voltage
Crank 2: High Voltage (Originaltitel: Crank: High Voltage) ist ein US-amerikanischer Actionfilm aus dem Jahr 2009 und die Fortsetzung des Films Crank. Der Film nimmt die Handlung am Ende des ersten Teils auf und behält dessen filmischen Echtzeit-Stil bei. Das Drehbuch schrieben wieder Mark Neveldine und Brian Taylor, die zusammen auch Regie führten. Die Hauptrollen übernahmen wie im ersten Teil Jason Statham und Amy Smart. Der offizielle Deutschlandstart war am 16. April 2009.

## Handlung
Chev Chelios wird unmittelbar nach seinem Aufprall auf dem Boden von chinesischen Medizinern entführt. Auf einem Operationstisch versuchen diese, seine Organe zu entnehmen. Nachdem sie sein Herz entnommen und durch ein künstliches ersetzt haben, wacht Chev auf und tötet die Mediziner. Er verfolgt daraufhin die Gang von Johnny Vang, die sein Herz gestohlen hat. Vang will dabei das Herz seinem kränkelnden Boss Poon Dong einpflanzen. Dabei muss Chev sein künstliches Herz mit Strom versorgen, nachdem bei der Verfolgung Vangs die externe Batterie zerstört worden ist. Dazu nutzt er unter anderem Elektroschocks, Autos und Reibungselektrizität.
Er trifft Eve in einer Striptease-Bar, in der sie als Tänzerin arbeitet. Eve erzählt Chev, dass er drei Monate bewusstlos war. Auf der Suche nach Poon Dong hilft Chev auch Venus, der nach Rache für den Tod seines Bruders Kaylo sinnt. Als sie auf der Pferderennbahn nach Vang suchen, kann dieser entkommen. Gleichzeitig geht Chev der Strom für sein Herz aus, woraufhin er versucht, die Batterie durch Reibung (statische Elektrizität) wieder aufzuladen. Der Versuch bleibt erfolglos, bis seine Freundin auftaucht. Es folgt eine (teilweise überblendete) Sexszene auf der Rennbahn. Diese wird von Vang beobachtet, der im Anschluss daran flieht. Chev verfolgt ihn bis zu einem Elektrizitätswerk, wo er diesen mit dem Transportbehältnis, in dem Chev sein Herz vermutet, stellt. Allerdings befindet sich darin nicht das Herz, sondern ein Gegenstand, über den sich Chev schockiert und angeekelt fühlt, jedoch wird nicht näher darauf eingegangen, worum es sich hierbei handelt. Gleich darauf erfährt Chev von Doc Miles, dass sein Herz seit Wochen in Poon Dong schlägt. Doc Miles hat bereits seine Freundin auf die Suche nach diesem geschickt. Diese kann ihn auch ausfindig machen und bringt ihn zu Miles, welcher sich für die Operation bereit macht. Unterdessen ruft Venus seine „Familie“, eine schwule Rockergang, an, und bittet sie um Hilfe bei der Suche nach dem Mörder seines Bruders.
Nachdem Chev von den Schlägern aus der Strip-Bar gestellt worden ist, schleppen diese ihn zu einem Anwesen auf Santa Catalina Island. Dort foltern sie ihn, und Chev erfährt, dass der dritte Verona-Bruder das Gehirn von Ricky am Leben erhält, damit dieser den Tod von Chev noch sehen kann. Dabei stößt die Rockergang hinzu, und es kommt zu einer Schießerei, in der Chev die beiden verbliebenen Brüder endgültig tötet und somit Venus seine Rache bekommt.
Doc Miles hat inzwischen Poon Dong in seiner Gewalt und hat ihm Chevs Herz entnommen.
Im Abspann sieht man, wie Doc Miles Chev, welcher wegen seiner Verbrennungen beinahe am ganzen Körper bandagiert ist, sein eigenes Herz wieder einsetzt. Die Reanimation scheitert jedoch, das EKG zeigt keine Ausschläge mehr. In der letzten Einstellung schlägt Chev die Augen aber auf, wie auch bereits in der letzten Einstellung des ersten Films.

## Gastauftritte
Der ehemalige Kinderstar Corey Haim hat einen Cameo-Auftritt ebenso wie die Pornodarsteller Jenna Haze und Ron Jeremy, Linkin Park-Frontmann Chester Bennington (der auch schon eine kleinere Rolle im ersten Film übernahm) sowie Tool-Sänger Maynard James Keenan. Das frühere Nine-Inch-Nails-Mitglied Danny Lohner spielt ebenfalls in einer Szene zusammen mit Maynard Keenan. Außerdem mit dabei sind auch David Carradine, der Poon Dong spielt, Keith Jardine (ehemaliger UFC-Kämpfer) und Ex-Spice Girl Geri Halliwell (als Chev Chelios' Mutter).

## Kritiken
James Berardinelli sah eine wilde Aneinanderreihung bizarrer Einfälle voll „Testosteron, Adrenalin und psychedelischer Drogen“. Der Film, der eher an ein Videospiel erinnere, sei unterhaltsam, doch vermisst Berardinelli echte Spannung und Substanz.

„Fazit: Irrsinn hoch zehn: Rabenschwarzer und ziemlich deftiger Techno-Actioner, der trotz seiner überspannten Einfälle und Figuren die Nerven nur wenig überstrapaziert.“

„Aberwitziges Bewegungskino, das die Parameter modernen Actionkinos derart auf die Spitze treibt, dass es sie nahezu ad absurdum führt. Überzogene Gewalt- und Pornoanleihen schmälern das Vergnügen am inszenatorischen Einfallsreichtum und an einigen parodistischen Momenten.“

## Produktion
Mark Neveldine und Brian Taylor bestätigten, dass mehr Sex und Gewalt im Film vorkommen sollten. Ähnlich wie im ersten Film lag das Budget bei unter 20 Millionen US-Dollar. Die Dreharbeiten begannen im April 2008. Um die Kosten möglichst niedrig halten zu können, wurden semi-professionelle HDV-Kameras wie etwa die Canon XH-A1 sowie mehrere einfache HD-Kameras (Canon HF10) verwendet.
Lions Gate Entertainment übernahm den Vertrieb in Nordamerika, während Lakeshore Entertainment den internationalen Vertrieb übernahm.

## Soundtrack
Den Soundtrack schrieb der Musiker Mike Patton, der durch die Bands Faith No More und Mr. Bungle bekannt wurde.
Neben dem Soundtrack sind noch folgende Songs zu hören:
- Quiet Riot – Metal Health
- Linkin Park – Given Up
- REO Speedwagon – Keep On Loving You
- Billy Squier – The Stroke
- Dickheadz – Suck My Dick
- Marshall Tucker Band – Heard in a Lovesong

## Trivia
Als eine alte Frau als Augenzeugin der Vorgänge auf der Rennbahn von einem TV-Reporter befragt wird, wie der Verdächtige, Chev Chelios, ausgesehen habe, antwortet diese: „Der sah aus wie dieser eine aus dem Kino, der Fahrer […] dieser transportermäßige.“ Dies ist eine Anspielung auf Stathams Hauptrolle in der The-Transporter-Filmreihe.
In einer Szene auf der Rennbahn sind dieselben Tonfiguren zu sehen, die schon in Crank auf dem Dach des Hochhauses standen.
Die ungeschnittene Version des Films war von Ende 2009 bis September 2020 auf Liste A der jugendgefährdenden Medien indiziert. Eine Neuprüfung durch die FSK im Oktober 2020 ergab eine Altersfreigabe ab 18 Jahren für die ungeschnittene Fassung.